# Rio Gargaú

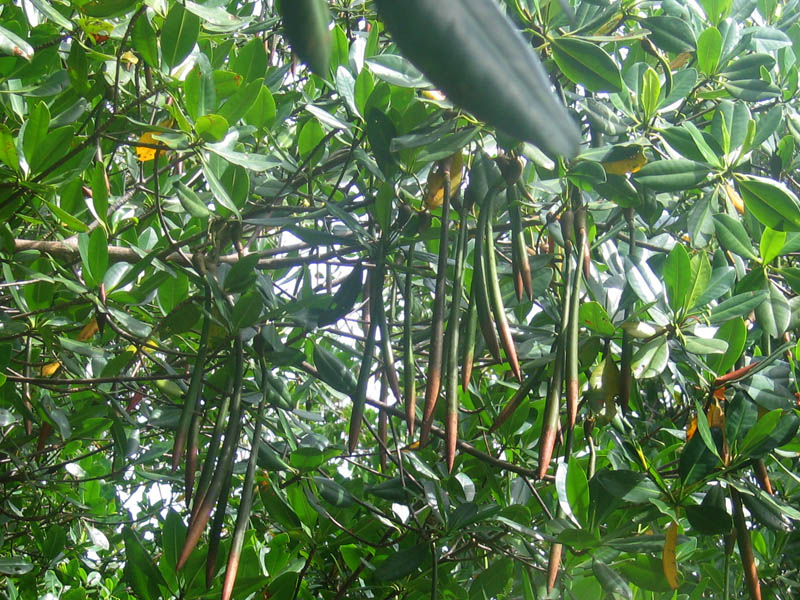
Manguezal, ecossistema que ocupa boa parte do leito do Gargaú.

O rio Gargaú é um rio brasileiro que banha o litoral do estado da Paraíba. Situado na região da Várzea Paraibana, em suas margens aconteceram eventos importantes da história da Paraíba, sobretudo durante o ciclo da cana-de-açúcar no Brasil, época do Brasil Colonial.

## História

### Etimologia
O topônimo Gargaú é uma corruptela do tupi guaraguá-ú, que em português significa «rio do peixe-boi» ou «onde o peixe-boi come». A confirmação dessa versão vem dos escritos neerlandeses da Descrição geral da capitania da Paraíba, do século XVII:
Para o norte e sobre os montes do mesmo engenho se acha uma aldeia de índios, também chamada 'Gargaú', da qual esse distrito e o rio tomaram o nome. Gargaú é uma palavra [nativa] brasileira pela qual designam uma espécie de peixe, que os portugueses chamam peixe-boi (apanham-se muitos nesse rio), pois garga é o nome do referido peixe e ú é água, o que quer dizer: 'água do peixe-boi'.

### Povoamento da região
Durante a guerra de expulsão dos neerlandeses por portugueses em 1654–1655, o pequeno forte de Gargaú — descrito pelos batavos em anotações — foi provavelmente em sua origem o moinho de açúcar de Jorge Lopes Brandão. Em escritos, o comandante neerlandês Schoppe mencionou que havia entregado três canhões no pequeno forte de Gargaú. Na época do domínio holandês na Paraíba, o rio passou a se chamar rio La Rasière em virtude de o engenho Gargaú também ter recebido essa denominação, marcando seu novo dono, Isaac La Rasière.

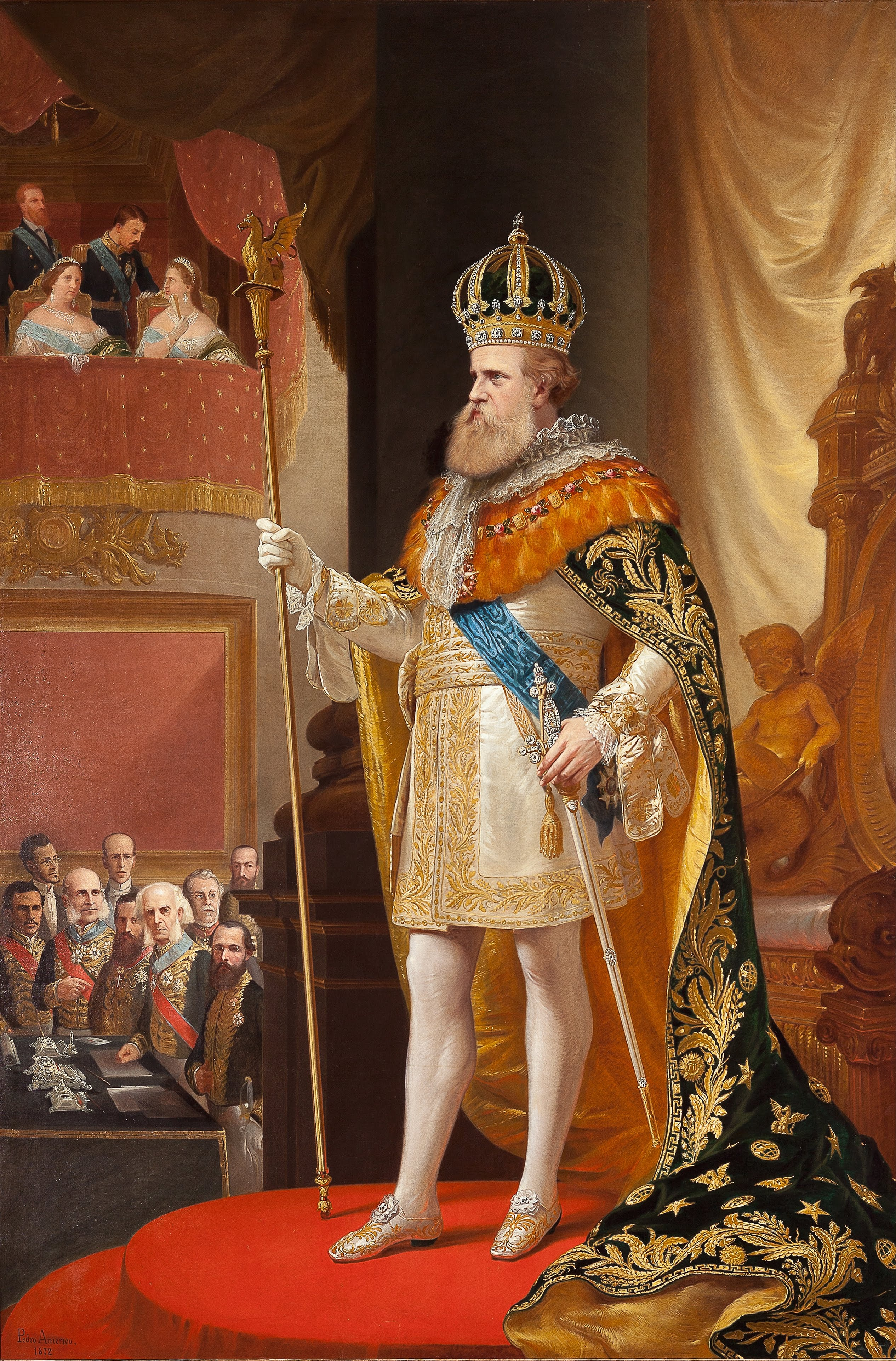
D. Pedro II pernoitou no eng. Gargaú em 1859

Em 1859, quando de visita a várias localidades da então província da Paraíba, o imperador D. Pedro II pernoitou no engenho Gargaú, às margens do rio. No engenho Gargaú, que pertenceu a Duarte Gomes da Silveira, um dos fundadores do estado, há a Capela de Santana, um dos resquícios do importante patrimônio arquitetônico estadual.

## Sub-bacia

### «Bocas do Gargaú»
Penúltimo afluente da margem esquerda do rio Paraíba, o Gargaú nasce na região do povoado de Mata da Aldeia, município de Santa Rita, seguindo em direção leste até encontrar o rio Cabocó. 
A partir daí, divide-se em dois ramos: um braço ruma a leste da ilha Stuart e recebe a denominação de «rio da Ribeira», percorrendo as comunidades de Ribeira de Baixo e Tambauzinho até finalmente se juntar ao Paraíba; o outro, ao sul da referida ilha, denomina-se rio Tiriri.
Ambos os braços formam a sua foz, denominada «bocas do Gargaú».

### Impactos à bacia
Boa parte do rio está coberta de manguezais e, portanto, sujeita a fortes correntes marinhas (marés), as quais chegam rio acima até a comunidade homônima (Gargaú). O baixo curso, onde há vários viveiros para a carcinicultura, foi fruto de monitoramentos constantes para avaliar o impacto dessa cultura na região estuarina, os quais revelaram que essa cultura até agora provocou pouco ou nenhum impacto à qualidade da água do canal, apesar de se saber que a carcinicultura é responsável por extensos desmatamentos e desequilíbrio nos manguezais.
Com pequenas manchas de matas e manguezais, sua bacia tem sido muito explorada para o uso agroindustrial e a carcinicultura.